# Salzburg (Westerwald)
Salzburg ist eine Ortsgemeinde im Westerwaldkreis in Rheinland-Pfalz. Sie gehört der Verbandsgemeinde Rennerod an.

## Geographische Lage
Die Gemeinde liegt im Westerwald zwischen Siegen und Limburg.

## Geschichte
Der Ort wurde um das Jahr 1300 als Salberg erstmals urkundlich erwähnt. Salzburg war wohl schon seit dem späten Mittelalter Teil des Kirchspiels Emmerichenhain und mit diesem der Herrschaft zum Westerwald. Spätestens 1810 bestand eine Filialschule der Kirchspielschule.
1534 werden sechs Vogtleute und drei Nassau-Beilsteiner Eigenleute als Bewohner genannt. 1577 gab es sechs dienstpflichtige Häuser, 1607 sechs Mann und 1643 zwei Einwohner. 1684 waren vier Häuser bewohnt. 1741 wird mit 83 erstmals eine Gesamtzahl der Einwohner genannt. 1807 waren es 131 Einwohner.

## Politik

### Bürgermeister
Harald Menk wurde bei der Direktwahl am 26. Mai 2019 mit einem Stimmenanteil von 93,81 % für weitere fünf Jahre in seinem Amt als Ortsbürgermeister bestätigt. Er wurde im Juni 2024 wiedergewählt.

### Wappen
Die Wappenbeschreibung lautet: „Über goldenem Wellenschildfuß, darin ein roter Waagebalken mit zwei roten Waagschalen, in Blau ein goldener rotbewehrter schreitender Hahn, oben umrahmt von zwei silbernen Wagenrädern.“

## Kulturdenkmäler
Siehe Liste der Kulturdenkmäler in Salzburg (Westerwald)

## Verkehr
- In unmittelbarer Nähe des Ortes kreuzen sich die Bundesstraßen 54, die Limburg an der Lahn mit Siegen verbindet und die 414, die von Hohenroth nach Hachenburg führt.
- Die nächste Autobahnanschlussstelle an die A 45 Dortmund–Hanau Richtung Norden ist Haiger/Burbach, etwa 15 Kilometer entfernt, Richtung Süden Herborn, etwa 20 km entfernt.
- Der nächstgelegene ICE-Halt ist der Bahnhof Montabaur an der Schnellfahrstrecke Köln–Rhein/Main.